# Juan J. Holzinger
Tte. Cnel. Johann Josef Holzinguer, en español Juan Jose Holzinguer o Holzinger (Maguncia, Alemania 1805 - Puerto de Veracruz 1864). Fue un militar mexicano que participó en la guerra de Independencia de Texas, la Primera Intervención Francesa en México y la Guerra de 1847.

## Llegada a México
Holzinger nació en Maguncia, Alemania en 1805 y llegó a México en 1825, después de la expulsión de españoles que estaban asentados en San Juan de Ulúa, Veracruz, el llegó como empleado de una empresa minera, sus habilidades ingenieras llamaron la atención de Antonio Lopez de Santa Anna, quien lo llamó y lo contrató para construir la casa de la hacienda de Santa Anna y después lo nombró Oficial de Ingenieros del Ejército Mexicano. En 1832, cuando Santa Anna estaba en una rebelión para derrocar a Anastasio Bustamante, quien era presidente de México , Holzinger era el Capitán de Ingenieros del Ejército Rebelde de Santa Anna.

## Guerra de la Independencia de Texas
Holzinger apareció en la Guerra de Independencia de Texas, cuando llegó a Matamoros y combatió con las tropas texanas. Combatió en la Batalla de Coleto, donde detuvo a más de 300 militares texanos. Este los trato muy bien durante su privación, además estuvo presente en la Masacre de Goliad, donde esos 300 prisioneros junto con otros capturados, fueron fusilados. Luego de esto, junto con José Urrea marchó a Matagorda, en Texas donde construyó una fortificación. Luego del derrocamiento de Santa Anna, trato de huir a Matamoros, pero fue capturado y encarcelado por sus antiguos prisioneros, pero fue liberado como agradecimiento por su generoso tratamiento de los prisioneros de Texas que habían caído en sus manos. Holzinger navegó a bordo del barco Pennsylvania con rumbo a Nueva Orleans, a donde llegó el 22 de junio de 1837.

## Últimos años y muerte
Años más tarde regresó a México y desembarco en el puerto de Veracruz, donde poseía un terreno de treinta leguas en donde construyó una pequeña hacienda y paso sus últimos años. se desconoce por cuanto tiempo continuo sirviendo para el Ejército Mexicano. El Teniente Coronel Holzinger falleció en su hacienda veracruzana en 1864. Un año después sus restos fueron depositados en un nicho del Panteón de San Fernando de la Ciudad de México.